# Aegon Open Nottingham 2017
Aegon Open Nottingham 2017 — професійний тенісний турнір, що проходив на відкритих кортах з трав'яним покриттям. Це був 10-й за ліком турнір серед жінок і 22-й - серед чоловіків. Чоловічий турнір 2017 року понижено в класі з категорії 250 до Challenger. Жіночий турнір належав до категорії International у рамках Туру WTA 2017. Проходив у Nottingham Tennis Centre у Ноттінгемі (Велика Британія). Тривав з 12 до 18 червня 2017 року.

## Учасники в одиночному розряді

### Сіяні учасники
| Країна          | Гравець        | Рейтинг1 | Сіяний |
| --------------- | -------------- | -------- | ------ |
| Велика Британія | Ден Еванс      | 55       | 1      |
| Румунія         | Маріус Копіл   | 94       | 2      |
| Ізраїль         | Дуді Села      | 100      | 3      |
| Італія          | Томас Фаббіано | 103      | 4      |
| Японія          | Ґо Соеда       | 111      | 5      |
| Барбадос        | Даріан Кінг    | 116      | 6      |
| Італія          | Лука Ванні     | 121      | 7      |
| Україна         | Ілля Марченко  | 122      | 8      |

- 1 Рейтинг подано станом на 29 травня 2017.

### Інші учасники
Нижче наведено учасників, які отримали вайлд-кард на участь в основній сітці:
- Лієм Броді
- Jay Clarke
- Брайден Клейн
- Cameron Norrie

Учасники, що потрапили в основну сітку, використавши захищений рейтинг:
- Юкі Бгамбрі

Нижче наведено гравців, які пробились в основну сітку через стадію кваліфікації:
- Річардас Беранкіс
- Lloyd Glasspool
- Сем Грот
- Джон-Патрік Сміт

Як щасливий лузер в основну сітку потрапили такі гравці:
- Алекс Де Мінаур

## Учасники основної сітки в парному розряді

### Сіяні пари
| Країна    | Гравець           | Країна    | Гравець           | Рейтинг1 | Сіяні |
| --------- | ----------------- | --------- | ----------------- | -------- | ----- |
| Австрія   | Юліан Ноул        | Австрія   | Філіпп Освальд    | 153      | 1     |
| Австралія | Matt Reid         | Австралія | Джон-Патрік Сміт  | 155      | 2     |
| Австралія | Марк Полменс      | Австралія | Ендрю Віттінгтон  | 165      | 3     |
| Таїланд   | Санчай Ратіватана | Таїланд   | Сончат Ратіватана | 185      | 4     |

- 1 Рейтинг подано станом на 29 травня 2017.

### Інші учасники
Нижче наведено пари, які отримали вайлдкард на участь в основній сітці:
- Luke Bambridge /  Cameron Norrie
- Scott Clayton /  Jonny O'Mara
- Брайден Клейн /  Джо Солсбері

## Учасниці основної сітки в рамках жіночого турніру

### Сіяні учасниці
| Країна          | Гравчиня            | Рейтинг1 | Сіяна |
| --------------- | ------------------- | -------- | ----- |
| Велика Британія | Джоанна Конта       | 8        | 1     |
| Латвія          | Анастасія Севастова | 19       | 2     |
| США             | Лорен Девіс         | 26       | 3     |
| США             | Алісон Ріск         | 37       | 4     |
| Чехія           | Луціє Шафарова      | 39       | 5     |
| США             | Шелбі Роджерс       | 49       | 6     |
| Німеччина       | Мона Бартель        | 50       | 7     |
| Японія          | Наомі Осака         | 55       | 8     |

- 1 Рейтинг подано станом на 29 травня 2017.

### Інші учасниці
Нижче наведено учасниць, які отримали вайлд-кард на участь в основній сітці:
- Тара Мур
- Лора Робсон
- Гезер Вотсон

Учасниця, що потрапила в основну сітку завдяки захищеному рентингові:
- Магдалена Рибарикова

Нижче наведено гравчинь, які пробились в основну сітку через стадію кваліфікації:
- Крісті Ан
- Яна Фетт
- Єлизавета Кулічкова
- Тереза Мартінцова
- Грейс Мін
- Даяна Ястремська

### Відмовились від участі
До початку турніру
- Катерина Александрова →її замінила  Курумі Нара
- Нао Хібіно →її замінила  Сє Шувей
- Юлія Путінцева →її замінила  Магдалена Рибарикова

### Знялись
- Тара Мур (травма лівої ступні)

## Учасниці основної сітки в парному розряді

### Сіяні пари
| Країна            | Гравчиня           | Країна          | Гравчиня            | Рейтинг1 | Сіяна |
| ----------------- | ------------------ | --------------- | ------------------- | -------- | ----- |
| Канада            | Габріела Дабровскі | Україна         | Ольга Савчук        | 66       | 1     |
| Хорватія          | Дарія Юрак         | Австралія       | Анастасія Родіонова | 70       | 2     |
| Китайський Тайбей | Чжань Хаоцін       | Австралія       | Кейсі Деллаква      | 87       | 3     |
| США               | Крістіна Макгейл   | Велика Британія | Гезер Вотсон        | 114      | 4     |

- 1 Рейтинг подано станом на 29 травня 2017.

### Інші учасниці
Нижче наведено пари, які отримали вайлдкард на участь в основній сітці:
- Фрея Крісті /  Тара Мур

Наведені нижче пари отримали місце як заміна:
- Сє Шувей /  Магда Лінетт

### Відмовились від участі
До початку турніру
- Тара Мур (травма лівої ступні)

## Переможниці та фіналістки

### Одиночний розряд, чоловіки
- Дуді Села —  Томас Фаббіано 4–6, 6–4, 6–3.

### Одиночний розряд, жінки
- Донна Векич —  Джоанна Конта, 2–6, 7–6(7–3), 7–5

### Парний розряд, чоловіки
- Кен Скупскі /  Ніл Скупскі —  Matt Reid /  Джон-Патрік Сміт 7–6(7–1), 2–6, [10–7].

### Парний розряд, жінки
- Монік Адамчак /  Сторм Сендерз —  Джоселін Рей /  Лора Робсон, 6–4, 4–6, [10–4]